# Zworka

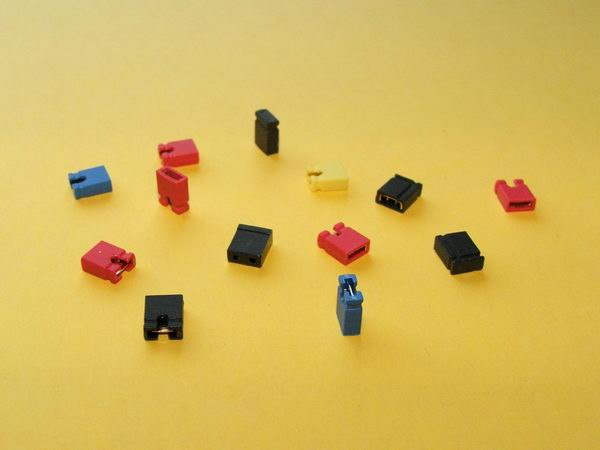
Zworki

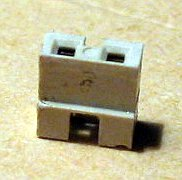
Nasuwka zworki elektronicznej

Zworka – stosowany w elektronice, a zwłaszcza w architekturze komputera, łącznik pozwalający na zamknięcie, otwarcie lub obejście obwodu elektronicznego znajdującego się na płytce drukowanej. Umieszcza się go w celu zresetowania lub skonfigurowania układu elektronicznego (płyty głównej, karty rozszerzenia i tym podobnych).
Zworki mogą być zestawione w grupy z co najmniej jedną parą styków, choć często jest ich więcej. Każdy styk zakończony jest małym metalowym pinem. Odpowiednio dopasowana nasuwka przewodząca powoduje połączenie pinów i zamknięcie obwodu. Nasuwki te są niemal zawsze metalowe i zamknięte w nieprzewodzącej obudowie z tworzywa sztucznego, aby zapobiec przypadkowym niepożądanym zwarciom pozostałych elementów elektronicznych. Potocznie przyjęło się używać terminu „zworka” w odniesieniu do nasuwek, ale nie jest to prawidłowe określenie.
Ustawienie zworki, czyli zamknięcie obwodu elektronicznego, aktywuje pewne jego funkcjonalności, na przykład określenie częstotliwości taktowania procesora czy wysokości napięcia zasilania. 
Prawidłowe ustawienie zestawu zworek opisane jest zazwyczaj w dokumentacji, jednak zbyt duża ich liczba utrudnia montowanie sprzętu. Obecnie panuje trend związany z eliminacją zworek ze sprzętu elektronicznego powszechnego użytku i zastąpienie ich mechanizmami autokonfiguracji, na przykład plug and play, albo konfiguracji programowej. Konfiguracja ta może być przechowywana w układach NVRAM (zwykle w pamięci flash) i ładowana przez procesor lub negocjowana podczas inicjalizacji systemu. W niektórych przypadkach urządzenia typu hot plug, to znaczy podłączane w trakcie pracy, mogą mieć możliwość renegocjacji swojej konfiguracji.
Z drugiej strony w systemach obsługiwanych przez specjalistów zastosowanie zworek jest pożądane ze względu na brak konieczności posiadania klawiatury i wyświetlacza do zmiany ustawień oraz odporność konfiguracji na zmianę lub uszkodzenie oprogramowania sterującego.